# Elecciones parlamentarias de Hungría de 1994
Las elecciones parlamentarias de Hungría de 1994 fueron realizadas el 8 de mayo del mencionado año, con una segunda vuelta electoral de 174 de los 176 miembros en circunscripciones únicas el 29 de mayo, con el objetivo de renovar los 386 escaños de la Asamblea Nacional para el período 1994-1998, siendo las segundas elecciones posteriores a la caída del gobierno comunista.
En estos comicios se produjo el regreso al poder del Partido Socialista Húngaro (MSZP), sucesor del Partido Socialista Obrero Húngaro (MSZMP), bajo el liderazgo de Gyula Horn, quién fue nombrado primer ministro. El MSZP consiguió un destacado retorno, obteniendo mayoría absoluta con 209 de los 386 escaños, superando a los 33 escaños obtenidos en las elecciones de 1990. Hasta ese momento, ningún otro partido húngaro había obtenido tantos escaños en unas elecciones libres.
Por su parte, el gobernante Foro Democrático de Hungría (MDF) sufrió una derrota aplastante, posicionándose en tercer lugar, perdiendo 165 escaños, solo logrando conservar un total de 38 escaños. También sufrió una decepcionante derrota la opositora Alianza de los Demócratas Libres (SZDSZ), la cual no supo sacar provecho de la impopularidad del gobierno, y perdió escaños. El bajo rendimiento económico, la aparente incompetencia del gobierno y una nostalgia hacia la seguridad social presente en la era comunista, fueron las principales razones para que se dieran estos resultados, junto con la importante reforma de las políticas socialistas, como el compromiso de expandir la economía de mercado, y la indemnización hacia las víctimas del régimen comunista.
A pesar de que el MSZP contaría con mayoría absoluta, Gyula Horn, quien asumió como primer ministro de Hungría, optó por formar un gobierno de coalición con la Alianza de los Demócratas Libres (SZDSZ), que otorgó a su gobierno un cuórum parlamentario de dos tercios. De este modo, Horn mitigó la atmósfera tensa interna y evitó una reacción internacional negativa ante el triunfo electoral de un antiguo partido comunista. Del mismo modo, la presencia liberal en la coalición de gobierno permitía a Horn, de tendencia socialdemócrata, hacer pasar parte de su agenda reformista sin tener que pactar con el ala más izquierdista de su propio partido.

## Antecedentes
Básicamente, todos los partidos abogaron por una privatización extensa, las diferencias radicaron en el ritmo y los medios para lograrlo, a fin de evitar efectos negativos, como altas tasas de inflación (en ese momento en 22%) y desempleo (para entonces situado en 13%), así como una caída en la producción industrial. Desde las elecciones de 1990, el Foro Democrático de Hungría (MDF) se había visto afectado por la reacción de la población ante los males económicos que no mejoraban tras las reformas además de otra serie de factores como la división interna del partido, la muerte del popular primer ministro József Antall el 12 de diciembre de 1993 y una serie de escándalos de corrupción relacionados con bienes raíces y finanzas. Como consecuencia, las encuestas favorecieron a los socialistas. Durante la campaña, Guyla Horn del Partido Socialista Húngaro (MSZP) se hizo eco de la propuesta de la facción liberal de su partido de un pacto social entre el gobierno, los sindicatos y los empleadores para establecer precios, salarios y otras políticas durante el período de reforma del libre mercado. En asuntos exteriores, aunque con diferentes modelos de integración, todos apoyaban la entrada de Hungría en la Unión Europea y la OTAN.
Durante los cuatro años transcurridos desde 1990, el gobierno del MDF, dirigido por József Antall primero y tras su muerte por Péter Boross, había logrado mucho en términos de construir una economía de mercado basada en la propiedad privada. Sin embargo, a pesar del enfoque gradualista adoptado por el gobierno, la población experimentó durante este período una creciente sensación de dislocación social y económica. Las altas tasas de interés e inflación, el desempleo y el consumo de la nueva élite de empresarios causaron ansiedad e insatisfacción generalizadas dentro de la población.

## Campaña

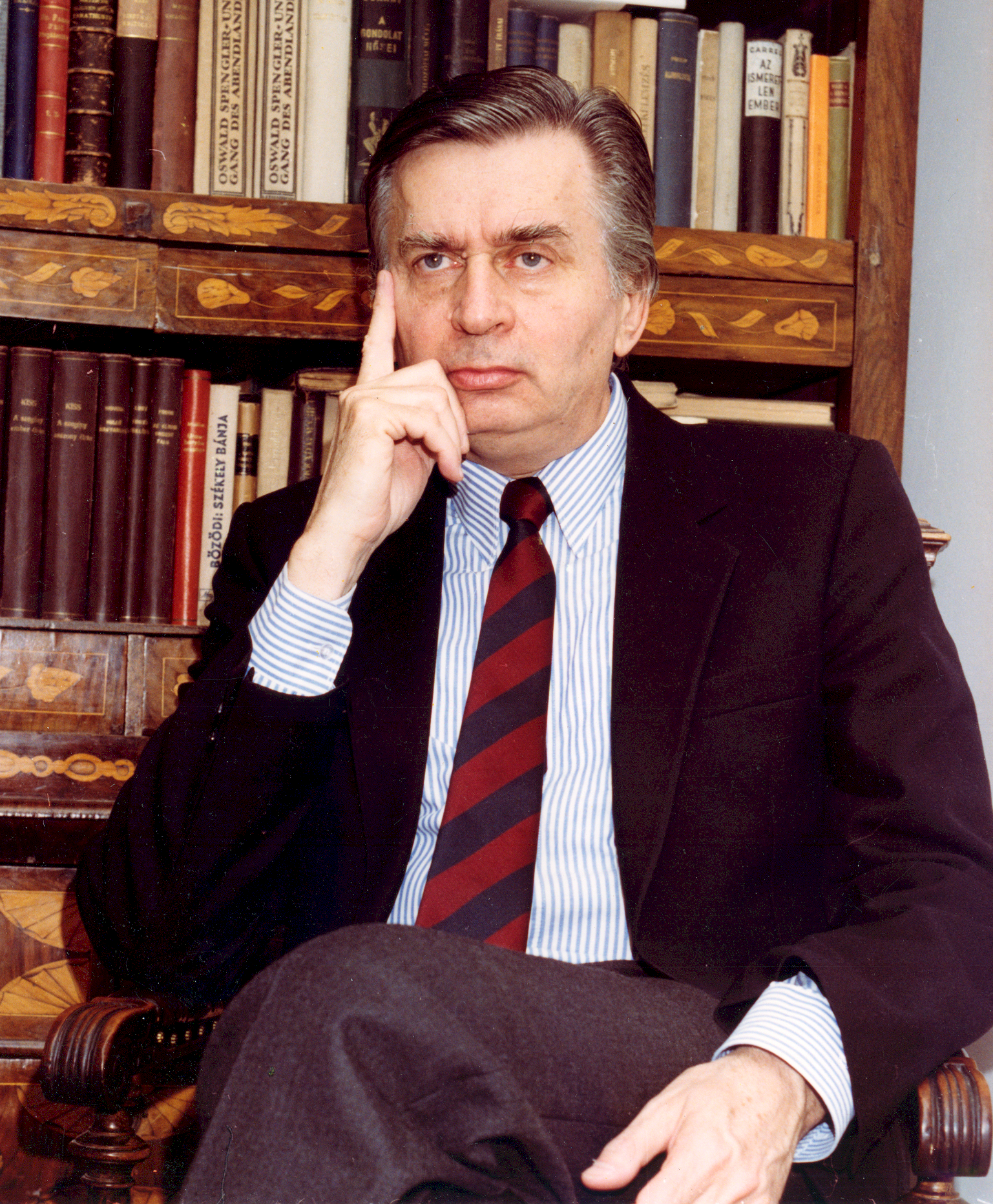
El primer ministro József Antall era muy popular entre la población a pesar de la crisis económica que ya se veía venir en el país.

La nostalgia por la seguridad social del período comunista hizo aumentar el atractivo del Partido Socialista Húngaro (MSZP). Según una encuesta realizada a principios de 1994, el factor más importante detrás del apoyo para hacia el MSZP era la creencia de que: las cosas eran mejores en los viejos tiempos cuando había empleos y una existencia segura. Los socialistas explotaron el descontento de la población. En un anuncio publicado a principios de 1994, Gyula Horn prometió que su partido elevaría el nivel de vida de la mayoría de los sectores de la población. Durante el transcurso de la campaña, sin embargo, la política económica del partido se vio cada vez más influenciada por László Békesi, el experto en economía del partido y exministro de finanzas. 
Békesi inyectó un sentido de realismo en la política económica del MSZP argumentando que: el partido no puede basar su política en la actitud social generalizada existente de que el húngaro promedio estaba mejor bajo el régimen de Kadar (es decir, excomunista). El programa económico del partido, por lo tanto, evitó la economía estatal comunista y apoyó la continua expansión del sector privado. Además prometió completar el proceso de compensación a las víctimas del comunismo, restaurar las propiedades confiscadas a las iglesias y mantener el ritmo del programa de privatización. En su compromiso general con la economía de mercado, el programa oficial de MSZP difería un poco de los de sus principales rivales. Dejen que los expertos gobiernen fue el lema principal del Partido Socialista Húngaro (MSZP).
Las campañas de los otros partidos políticos se quedaron sustancialmente cortas en términos de atractivo electoral y credibilidad. Por ejemplo, en lugar de confrontar al MSZP sobre política económica, el MDF tomó su posición en el terreno moral de la política. La campaña del Foro Democrático de Hungría (MDF) destacó su papel como partido cristiano que encarnaba los valores nacionales húngaros, y con frecuencia llamó la atención sobre el pasado comunista de los líderes del MSZP. Estas afirmaciones se mostraron inquietas con la participación previa del MDF en la especulación de la propiedad y su intento de imposición de controles a los medios de comunicación antes de la elección. La muerte del primer ministro, József Antall, en diciembre de 1993 y la sucesión de Péter Boross también debilitaron la campaña del MDF. Si bien el MSZP pudo mantener un frente unido debido a las tradiciones de disciplina del partido y fuerte dirección central heredada del período comunista, su rival el Foro Democrático de Hungría (MDF) sufrió de rivalidades y deserciones entre sus miembros. El MDF quedó atrapado entre su ala de gobierno, que comprendía principalmente a políticos conservadores y pragmáticos, y a su ala del partido formada sobre todo de nacionalistas y populistas.
Los cambios recientes en el liderazgo aumentaron la confusión con respecto a su propia dirección ideológica que vaciló en la política económica entre el individualismo radical y los remedios corporativistas. La amarga disputa dentro del Partido Independiente Cívico de los Pequeños Propietarios y de los Trabajadores Agrarios (FKgP), un antiguo aliado de la coalición del MDF, fue probablemente responsable de su pérdida en esta elección.
El colapso más espectacular de cualquier partido en la campaña electoral involucró a la Alianza de Jóvenes Demócratas (FIDESZ). El FIDESZ había encabezado todos los sondeos de opinión durante gran parte de 1993 y todos esperaban que fuera parte de cualquier futura coalición gubernamental. Sin embargo la reputación del FIDESZ como el partido de los jóvenes políticos limpios sufrió un gran revés con las revelaciones de prácticas comerciales turbias. Además, el FIDESZ parecía incapaz de decidir si preferiría unirse a una coalición de gobierno encabezada por el MDF o el SZDSZ.

## Ley electoral
- El número de escaños asignados a cada provincia es perfectamente proporcional al peso de su población en la del país. Como media hay un diputado por cada 26 000 habitantes.
- Para ser nombrado candidato en uno de los 176 distritos individuales es necesario recoger al menos 750 firmas de apoyo dentro de ese distrito. Cada persona con derecho a voto recibe una «cédula» preelectoral que sólo puede entregar a un candidato a modo de apoyo.
- El país se divide en 20 provincias que constituyen los distritos electorales para las listas de partidos. Para que un partido presente una lista en la provincia debe previamente conseguir candidatos individuales en al menos en el 25% de los distritos individuales de esa provincia.
- Los partidos que consiguen presentar candidatos en al menos siete provincias pueden designar candidatos también para la Lista Nacional. Esta lista no se vota sino que se utiliza posteriormente para repartir proporcionalmente el llamado «voto sobrante», es decir, el que no ha sido suficiente para lograr un diputado. Se suman todos los «votos sobrantes» de partidos y se reparten proporcionalmente entre ellos los 58 escaños reservados a la Lista Nacional. Para obtener escaños de esta forma es necesario haber superado la barrera del 4% del total nacional de los votos emitidos.
- La misma persona puede ser candidato en los tres distritos el local, el provincial, y el nacional. (Todas las principales figuras de los partidos se presentan en esta Lista además de las otras dos, puesto que el sistema asegura a los primeros nombres de esta lista las mayores probabilidades de resultar designado).
- Para obtener representación en el Parlamento, un partido necesita el 4% de los votos nacionales emitidos. Esto no se aplica, lógicamente, a los candidatos de los distritos individuales, que consiguen su escaño no como miembros de los partidos sino como representantes personales.
- La votación es válida en la primera vuelta si la participación es al menos del 50% y si en los distritos individuales algún candidato obtiene más del 50% de los votos emitidos. Los candidatos que se presentan a la segunda vuelta en los distritos individuales son los que consiguieron más del 15% de los votos, o bien, si no hay al menos dos en esta situación, se presentan los tres más votados. En la segunda vuelta basta con una participación del 25%.
- En los 176 distritos individuales resulta elegido el candidato que obtenga más votos. En caso de empate en la segunda vuelta, se repetirán las elecciones en el distrito. No se trata de una tercera vuelta sino de una repetición de todo el proceso.
- En los 20 distritos provinciales, la asignación de diputados a cada lista de partido se realiza con una distribución proporcional siguiendo una variante del método Droop.

## Resultados
|  | 32.99 % |

|  | 31.27 % |

|  | 19.74 % |

|  | 18.62 % |

|  | 11.74 % |

|  | 12.03 % |

|  | 8.82 % |

|  | 7.88 % |

|  | 7.03 % |

|  | 7.37 % |

|  | 7.02 % |

|  | 7.70 % |

|  | 3.19 % |

|  | 3.29 % |

|  | 2.10 % |

|  | 2.45 % |

|  | 2.55 % |

|  | 1.93 % |

|  | 1.59 % |

|  | 1.24 % |

|  | 0.62 % |

|  | 0.80 % |

|  | 2.59 % |

|  | 3.12 % |

|  | 2.26 % |

|  | 98.54 % |

|  | 98.57 % |

|  | 1.46 % |

|  | 1.43 % |

|  | 100.00 % |

|  | 100.00 % |

|  | 68.92 % |

|  | 68.92 % |